# 태풍 니다 (2009년)
태풍 니다(태풍 번호: 0922, JTWC 지정 번호: 26W, 국제명:NIDA, 필리핀 기상청(PAGASA) 지정 이름: Vinta)는 2009년에 북서태평양에서 발생한 22번째 태풍으로써 사피어-심프슨 허리케인 등급 제5등급의 아주 강한 태풍이다. 니다(NIDA)는 태국에서 제출하였으며 숙녀의 이름을 뜻한다.

## 태풍의 진행

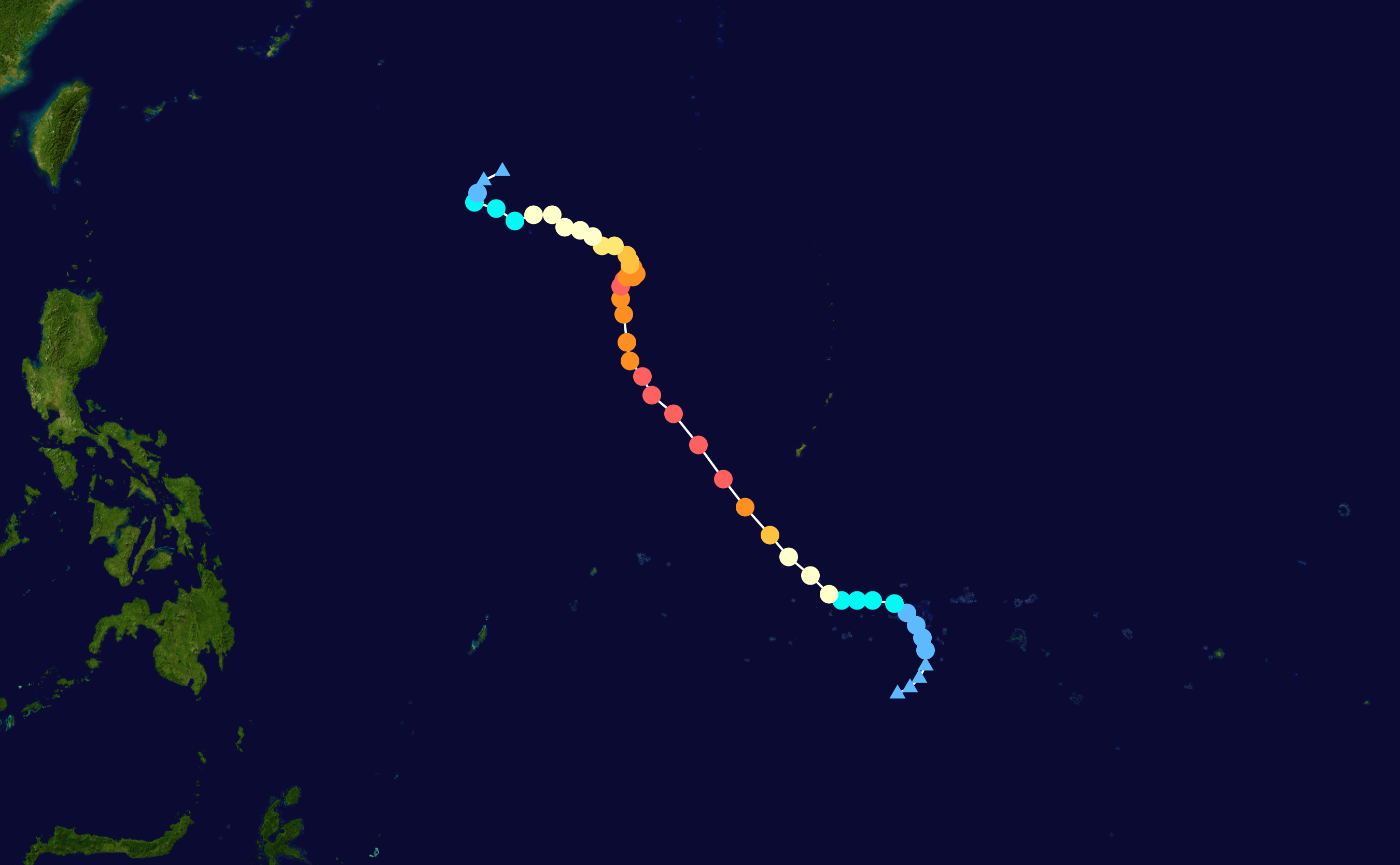
태풍 니다의 이동 경로

11월 21일, 미국 합동태풍경보센터(JTWC)는 괌 남동쪽 880 km 해상에서 상승기류가 계절풍 저기압을 저항했다는 보고를 했다. 이후 열대저기압 발생경고가 내려졌고 일본 기상청(JMA)은 열대 저기압으로 승격시켰고 JTWC는 26W으로 명명하였다. 11월 22일에 이 저기압은 계속 약한 상태로 유지하였으나 JMA는 이 열대저기압을 태풍번호 0922, 국제명 NIDA로 이름을 붙였다.
11월 24일에는 JTWC가 사피어-심프슨 허리케인 등급 제1등급으로 격상시켰다. 이 때 JTWC는 1분최대풍속을 160 km/h으로 기록하였으나 JMA는 10분최대풍속 110 km/h으로 기록하여 강한 열대폭풍의 상태로 놓여졌다. 11월 25일에는 드디어 강한 열대폭풍의 단계에서 태풍의 단계로 올렸고 이리하여 2009년의 태풍의 단계에 든 태풍의 수는 13개에 이르렀다. 같은 날 태풍 니다는 태풍이 발달하기 좋은 조건을 갖춘 태평양에서 빠르게 강력해졌으며 10분최대풍속 195 km/h, 중심기압 905 hPa까지 떨어져 최성기를 맞이하였다. 다음날 JTWC도 이전의 18시간동안 계속 발달하여 사피어-심프슨 허리케인 등급 제5등급에 도달하고 이때 1분최대풍속은 285 km/h까지 된 상태였다. 조금 지나서 JTWC는 태풍 니다가 약간 더 발달해 1분최대풍속 290 km/h을 찍은 상태라고 보고했다.
태풍 니다는 약해졌다가 다시 강해져 제5등급이 된 후 1분최대풍속이 269 km/h, 145 kt을 기록하였다. 하지만 사피어-심프슨 허리케인 등급 제4등급으로 약화된 후 11월 27일, 세 번째로 제5등급으로 강력해진 이후 이틀동안 정체하다가 12월 3일, 열대 저기압 상태로 약해졌다. 결국 이 태풍은 12월 3일, 소멸되었다.

## 태풍의 시간별 정보
아래 표는 대한민국 기상청(KMA)의 자료에 의한 것임.
| 형태          | 날짜 및 시간 (UTC) | 위도 (°N) | 경도 (°E) | 이동속도 (km/h) | 기압 (hPa) | 최대풍속 (m/s) |
| ------------- | ------------------ | --------- | --------- | --------------- | ---------- | -------------- |
| 열대폭풍      | 11월 23일 12시     | 8.8       | 147.0     | 17              | 1000       | 18.0           |
| 열대폭풍      | 11월 23일 18시     | 9.0       | 146.3     | 14              | 998        | 18.0           |
| 열대폭풍      | 11월 24일 0시      | 9.0       | 145.8     | 10              | 995        | 20.0           |
| 열대폭풍      | 11월 24일 6시      | 8.8       | 145.5     | 7               | 990        | 24.0           |
| 강한 열대폭풍 | 11월 24일 12시     | 9.2       | 145.3     | 9               | 985        | 27.0           |
| 강한 열대폭풍 | 11월 24일 18시     | 9.7       | 144.3     | 21              | 980        | 31.0           |
| 태풍          | 11월 25일 0시      | 10.7      | 143.8     | 21              | 950        | 43.0           |
| 태풍          | 11월 25일 6시      | 11.6      | 143.0     | 23              | 930        | 50.0           |
| 태풍          | 11월 25일 12시     | 12.6      | 142.2     | 24              | 910        | 56.0           |
| 태풍          | 11월 25일 18시     | 13.6      | 141.4     | 24              | 910        | 56.0           |
| 태풍          | 11월 26일 0시      | 14.5      | 140.7     | 21              | 905        | 57.0           |
| 태풍          | 11월 26일 6시      | 15.2      | 140.0     | 19              | 910        | 56.0           |
| 태풍          | 11월 26일 12시     | 15.8      | 139.7     | 13              | 910        | 56.0           |
| 태풍          | 11월 26일 18시     | 16.3      | 139.3     | 12              | 915        | 54.0           |
| 태풍          | 11월 27일 0시      | 16.9      | 139.2     | 12              | 915        | 54.0           |
| 태풍          | 11월 27일 6시      | 17.8      | 139.2     | 17              | 915        | 54.0           |
| 태풍          | 11월 27일 12시     | 18.3      | 139.0     | 10              | 915        | 54.0           |
| 태풍          | 11월 27일 18시     | 18.7      | 139.0     | 8               | 915        | 54.0           |
| 태풍          | 11월 28일 0시      | 19.0      | 139.0     | 6               | 925        | 51.0           |
| 태풍          | 11월 28일 6시      | 19.1      | 139.2     | 4               | 925        | 51.0           |
| 태풍          | 11월 28일 12시     | 19.0      | 139.3     | 3               | 925        | 51.0           |
| 태풍          | 11월 28일 18시     | 19.2      | 139.4     | 5               | 925        | 51.0           |
| 태풍          | 11월 29일 0시      | 19.3      | 139.4     | 2               | 925        | 51.0           |
| 태풍          | 11월 29일 6시      | 19.5      | 139.3     | 5               | 925        | 51.0           |
| 태풍          | 11월 29일 12시     | 19.5      | 139.2     | 2               | 935        | 48.0           |
| 태풍          | 11월 29일 18시     | 19.6      | 139.4     | 4               | 940        | 46.0           |
| 태풍          | 11월 30일 0시      | 19.7      | 139.5     | 3               | 950        | 43.0           |
| 태풍          | 11월 30일 6시      | 19.7      | 139.1     | 7               | 950        | 43.0           |
| 태풍          | 11월 30일 12시     | 20.0      | 138.9     | 7               | 960        | 40.0           |
| 태풍          | 11월 30일 18시     | 20.0      | 138.4     | 9               | 960        | 40.0           |
| 태풍          | 12월 1일 0시       | 20.2      | 138.2     | 6               | 965        | 38.0           |
| 태풍          | 12월 1일 6시       | 20.5      | 137.8     | 9               | 970        | 36.0           |
| 태풍          | 12월 1일 12시      | 20.7      | 137.6     | 6               | 970        | 36.0           |
| 태풍          | 12월 1일 18시      | 20.9      | 137.5     | 5               | 975        | 34.0           |
| 태풍          | 12월 2일 0시       | 21.1      | 137.3     | 6               | 975        | 34.0           |
| 강한 열대폭풍 | 12월 2일 6시       | 21.0      | 135.8     | 27              | 985        | 27.0           |
| 열대폭풍      | 12월 2일 12시      | 21.1      | 134.8     | 18              | 990        | 24.0           |
| 열대폭풍      | 12월 2일 18시      | 22.0      | 134.3     | 19              | 995        | 20.0           |
| 소멸          | 12월 3일 0시       | 21.7      | 134.2     | 6               | 1000       |                |

## 대비와 피해

### 미크로네시아 연방
11월 24일, 미국 기상 서비스 센터에서는 파라울렙 섬에 열대폭풍 주의보를 내렸고 다음날인 11월 25일에는 파이스 섬과 울리시 섬에도 내렸다. 태풍 니다가 JTWC에 의해 태풍의 단계로 승격시킴에 따라 파라울렙 섬도 열대폭풍 주의보에서 태풍 주의보로 격상되었다. 이날 이후 태풍 니다가 북서쪽으로 이동함에 따라 파라울렙 섬이 주의보는 해제되었고 파이스와 울리시 섬의 열대폭풍 주의보고 해제되었다. 태풍이 미크로네시아 연방 중심부를 통과하지 않았기 때문에 피해는 없었다.

## 기록
태풍 니다는 이례적으로 가을인 11월 말기에 발생해 겨울인 12월까지 존재하였고 또 매우 강한 태풍이었다. 태풍 니다의 최성기에 해당하는 중심기압의 수치가 905 hPa로 나타나 2009년에 발생한 전 세계의 열대 저기압 중에서 가장 강력한 태풍이었다. 이 수치는 허리케인 릭의 906 hPa의 기록보다 1 hPa 낮게 나타났다.

## 같이 보기
- 2009년 태풍